# 와룡공원길
와룡공원길(臥龍公園길, Waryonggongwon-gil)은 서울특별시 종로구 계동 1-30에서 혜화동 1-24까지를 잇는 도로이다. 도로명은 와룡공원에 연결되어 있는 것에서 유래했다.

## 역사
- 2010년 7월 2일: 종로구 도로명 주소 고시

## 주요 경유지
서울특별시
- 종로구 (계동 - 삼청동 - 원서동 - 명륜3가 - 명륜1가 - 혜화동)

## 노선
| 교차로                    | 접속 노선 | 소재지 | 소재지 | 비고             |
| ------------------------- | --------- | ------ | ------ | ---------------- |
|                           | 북촌로    | 종로구 | 가회동 | 교차로 이름 없음 |
|                           |           | 종로구 | 삼청동 |                  |
| 가회동                    |           | 종로구 |        |                  |
| 혜화동                    |           | 종로구 |        |                  |
| 도로 단절 구간 (와룡공원) |           |        |        |                  |
|                           | 혜화로    | 종로구 | 혜화동 | 교차로 이름 없음 |